# Malte Schwenzfeier
Malte Schwenzfeier (6 maggio 1995) è un bobbista tedesco.

## Biografia
Prima di dedicarsi al bob, Schwenzfeier ha giocato a football americano nei Gießen Golden Dragons, squadra con sede a Gießen e militante nella seconda divisione del campionato tedesco.
Compete nel bob dal 2019 nel ruolo di frenatore per la squadra nazionale tedesca, debuttando in Coppa Europa a novembre di quell'anno. Si distinse nelle categorie giovanili conquistando una medaglia d'oro ai mondiali juniores, vinta nel bob a due a Winterberg 2020 in coppia con Richard Oelsner. 
Esordì in Coppa del Mondo il 18 gennaio 2020 a Innsbruck, quinta tappa della stagione 2019/20, dove fu quarto nel bob a due, e centrò il suo primo podio il successivo 25 gennaio a Schönau am Königssee, terminando al terzo posto la gara di bob a due in coppia con Nico Walther.
Prese inoltre parte ai campionati mondiali di Altenberg 2020, classificandosi in quinta posizione nel bob a due con Richard Oelsner.

## Palmarès

### Mondiali juniores
- 1 medaglia:
  - 1 oro (bob a due a Winterberg 2020).

### Coppa del Mondo
- 1 podio (nel bob a due):
  - 1 terzo posto.

### Circuiti minori

#### Coppa Europa
- 6 podi (4 nel bob a due, 2 nel bob a quattro):
  - 1 vittoria (nel bob a due);
  - 2 secondi posti (1 nel bob a due, 1 nel bob a quattro);
  - 3 terzi posti (2 nel bob a due, 1 nel bob a quattro).